# Холт, Брок
Брок Уайатт Холт (англ. Brock Wyatt Holt; 11 июня 1988, Форт-Уэрт, Техас) — американский профессиональный бейсболист, выступающий за клуб Главной лиги бейсбола «Техас Рейнджерс». Победитель Мировой серии 2018 года в составе «Бостон Ред Сокс». Участник Матча всех звёзд лиги 2015 года.

## Профессиональная карьера

### Питтсбург Пайрэтс
Холт дебютировал в МЛБ 1 сентября 2012 года. К моменту своего появления в высшей лиги он выбивал 32,2 % в 102 играх за Алтуну и 43,2 % в 24 играх за Индианаполис.
4 сентября в матче против «Хьюстон Астрос» Холт выбил четыре хита, став всего вторым игроком «Пайрэтс» с 1900 года, которому покорилось это достижение в первых четырёх играх своей карьеры в МЛБ. Другим таким игроком был Джек Мерсон, которому покорилось это достижение 15 сентября 1951 года. В 24 играх сезона средняя отбиваемость Холта составила 29,2 %, к тому же он сделал трипл и 3 RBI.

### Бостон Ред Сокс
16 июня 2015 года в игре против «Атланты Брэйвз» Холт выбил сайкл, став первым игроком «Ред Сокс» с 1996 года после Джона Валентайна, которому покорилось это достижение.
6 июля Холл был выбран менеджером «Канзас-Сити Роялс» Недом Йостом для участия в матче всех звёзд МЛБ 2015 года. Холт стал первым игроком в истории, выбранным на матч всех звёзд, выходившим на семи или более разных позициях в сезоне до начала матча всех звёзд.
После того, как было объявлено, что 26 мая 2016 года «Бостон Ред Сокс» навечно закрепят номер 26 за Уэйдом Боггсом, Холт перед началом сезона 2016 года был вынужден сменить свой игровой номер с 26 на 12.